# Horné Mladonice
Horné Mladonice – wieś (obec) na Słowacji położona w kraju bańskobystrzyckim, w powiecie Krupina. Pierwsze wzmianki o miejscowości pochodzą z roku 1470.
Według danych z dnia 31 grudnia 2012, wieś zamieszkiwało 170 osób, w tym 103 kobiety i 67 mężczyzn.
W 2001 roku rozkład populacji względem narodowości i przynależności etnicznej wyglądał następująco:
- Słowacy – 96,09%
- Romowie – 2,23%
- Węgrzy – 0,56%

Ze względu na wyznawaną religię struktura mieszkańców kształtowała się w 2001 roku następująco:
- Katolicy rzymscy – 95,53%
- Ewangelicy – 1,12%
- Ateiści – 1,68%
- Nie podano – 1,68%